# لاوری کراسینگ (تگزاس)
لاوری کراسینگ، تگزاس (به انگلیسی: Lowry Crossing, Texas) یک شهر در ایالات متحده آمریکا با جمعیت ۱٬۲۲۹ نفر است که در تگزاس واقع شده‌است.

## موقعیت جغرافیایی
موقعیت جغرافیایی شهرها و مناطق اطراف به شرح زیر است: